# Кіт Урбан
Кіт Урбан (Кіт Лайонел Урбан) (англ. Keith Lionel Urban; нар. 26 жовтня 1967, Фангареї, Нова Зеландія) — австралійський кантрі-співак, композитор і гітарист, комерційний успіх якого здебільшого склався в Сполучених Штатах Америки та Австралії.

## Кар'єра
У ранньому віці з родиною Кіт Урбан переїхав до міста Caboolture, яке розташоване на узбережжі Австралії. Свою кар'єру розпочав в Брисбені. 1991 року він випустив дебютний альбом «Keith Urban», який опинився на четвертій сходинці Австралійського хіт-параду. 1992 року Урбан їде до США, де спершу працює гітаристом. Згодом він збирає гурт під назвою «The Ranch». На студії фірми Capitol Records гурт записує альбом «The Ranch», два сингли з якого потрапили до хіт-параду Billboard.
Підписавши контракт з Capitol, 1999 року він записує свій сольний альбом «Keith Urban». Альбом отримав у США статус Платинового, посівши перше місце за пісню «But for the Grace of God». Наступним великим досягненням був хіт номер один «Somebody Like You» з його другого альбому «Golden Road» випущеного на Capitol 2002 року. Цей альбом також здобув першу премію Ґреммі за четвертий сингл «You'll Think of Me», і був третім платиновим альбомом у його кар'єрі. Наступний альбом «Be Here» вийшов 2004 року, це був його третій альбом випущений в Америці, та став найпродаванішим альбомом, заробивши 4-у Мульти-платинову нагороду.
Альбом «Love, Pain & the Whole Crazy Thing», що вийшов у 2006 році, дебютує в чартах на 17 сходинці з синглом «Once in a Lifetime», і отримує другий Ґреммі за пісню «Stupid Boy», далі, наприкінці 2007 року, виходить збірка Greatest Hits, озаглавлена як «Greatest Hits: 18 Kids». Цей альбом вийшов повторно рік потому як «Greatest Hits: 19 Kids» з однією доданою піснею «You Look Good in My Shirt», яка була записана раніше в альбомі «Golden Road». Наступна робота Кіта — альбом «Defying Gravity», який вийшов у березні 2009 року. Останній альбом вийшов 16 листопада 2010 року, а називається він «Get Closer».
Кіт випустив загалом вісім студійних альбомів (лише один з яких вийшов в Англії), так само як альбом «The Ranch». Він з'являвся з більш ніж п'ятнадцятьма синглами в американських чартах країни, включаючи десять композицій з номером один. Кіт грає на акустичній гітарі, електрогітарі, трохи на банджо, бас-гітарі, мандоліні, фортепіано, бузукі та барабані.

## Особисте життя
Одружений з американською акторкою, співачкою та продюсеркою Ніколь Кідман. Весілля відбулося 25 червня 2006 року. Вперше зустрілися в Лос-Анджелесі в січні 2005 року на вечорі на честь знаменитих вихідців з Австралії. 7 липня 2008 у них народилася дочка Сандей Роуз Кідман-Урбан. 28 грудня 2010 року народилася дочка Фейт Маргарет Кідман-Урбан за допомогою сурогатного материнства, при цьому вона є біологічною дочкою Кідман та Урбана.

## Дискографія

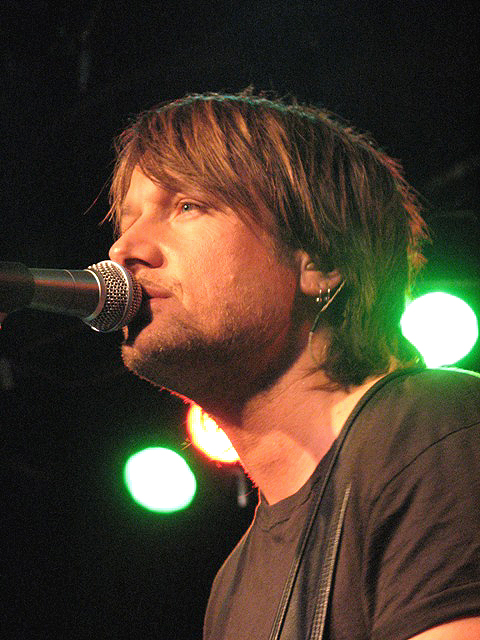
Кіт Урбан у Сіднеї

### Студійні альбоми
- «Keith Urban» (1991)A
- «Keith Urban» (1999)
- «Golden Road» (2002)
- «Be Here» (2004)
- «Love, Pain & the Whole Crazy Thing» (2006)
- «Defying Gravity» (2009)
- «Get Closer» (2010)

### Збірки
- «Keith Urban in The Ranch» (1997)
- «Days Go By» (2005)
- «Greatest Hits: 18 Kids» (2007)B

### Сингли
- «But for the Grace of God»
- «Somebody Like You»
- «Who Wouldn't Wanna Be Me»
- «You'll Think of Me»
- «Days Go By»
- «You're My Better Half»C
- «Making Memories of Us»
- «Better Life»
- «Once in a Lifetime»C
- «Stupid Boy»C
- «I Told You So»C
- «You Look Good in My Shirt»
- «Start a Band» (із Бредом Пейслі)
- «Sweet Thing»
- «Kiss a Girl»C
- «Only You Can Love Me This Way»

A Випущений тільки в Австралії, але пізніше повторно випущений незалежно в 2005. 
 B Повторно випущений у 2008 як Greatest Hits: 19 Kids, із однією додатковою піснею. 
 C Пісня номер один в Канаді.